# مفصليات ذات جنبية
مفصليات ذات جنبية (الاسم العلمي: Arthropleuridea)، طويئفة دويبات مفصلية منقرضة من كثيرات الأرجل ظهرت أول مرة خلال العصر السيلوري، وازدهرت خلال العصر الفحمي، هلكت بسبب تغير المناخ مباشرة قبل السسورالي المبكر.